# حب غير مشروط
حب غير مشروط 
(Unconditional Love) هو مودة خالصة دون أية قيود، ويرتبط هذا المصطلح أحيانا بمصطلحات أخرى مثل الحب الكامل والحب الحقيقي، ويُتفّق على أن هذا النوع من الحب هو ليس له حدود ولا يتغير. هو المصطلح الذي يستخدم عادة لوصف الحب الخالص والمقترن بالوفاء دون أي تأثيرات مالية أو مادية أو مصالح مادية أو ربحية، فهو حب خالص للمودة والوفاء من هدفه الحب من أجل الحب. 
وقد يستخدم المصطلح لوصف الحب بين الأزواج والعشاق وكذلك لوصف الحب بين أفراد الأسرة وبين الكلب كصديق ووفيّ ومخلص. وبين الأصدقاء الحقيقيين في علاقات ملتزمة للغاية. ومن الأمثلة على ذلك حب الأم والأب لطفلتهما، فالحب غير المشروط هو حب كامل متكامل وحب حقيقي تسوده المودة والإخلاص، وهو حب غير متغير وغير مقترن بأي مصلحة أو استغلال، هو حب خالص وبريء بدون مقابل مادي.
يأخذ مفهوم الحبّ غير المشروط حيزا في أذهان الكثير من الباحثين في المعاني الإنسانية والعلاقات الإنسانية العاطفية والوجدانية، فهو في نظرهم الطريق الأنسب لتعريف الحبّ في معانيه العميقة والحقيقية، وجاذبيته كموضوع إنساني وعاطفي في العلاقات الإنسانية وبين الإنسان والطبيعة والمكان، فمردّها إلى أنه حبّ نقي يقترن بالعطاء والتضحية حب قوامه المودة والتراحم والتسامح، حب غير مشروط ودون أية قيود أو اعتبارات مصلحية مادية، كمثال حب الأم لأطفالها وحب البنت والابن لأمه حب الرجل أطفاله ولشريكة حياته وما ينجم عنها من معاشرة يومية وتآلف وتضحية متبادلة من أجل تلك العلاقة الإنسانية الثنائية أو الأسرية، ومنها حب ووفاء الكلب لصديقه، وكلب راعي الأغنام من تربصات الذئاب، أو في حراسة المنزل وكفرد من العائلة يحب الأطفال والأسرة، هؤلاء من أفضل نماذج الحب غير المشروط، الحب النقي والعميق.

## مصدار مراجع
1. ↑  جريدة نون.نت تحت عنوان: هل الحب غير المشروط وهم؟ تم نشرة في 08/03/2017 نسخة محفوظة 25 أغسطس 2017 على موقع واي باك مشين. [وصلة مكسورة]
2. ↑  Unconditional Love: How to Give It and How to Know When It's Real نسخة محفوظة 16 أغسطس 2017 على موقع واي باك مشين.